# 大塔沃山
45°59′36″N 7°18′52″E / 45.993306°N 7.314545°E

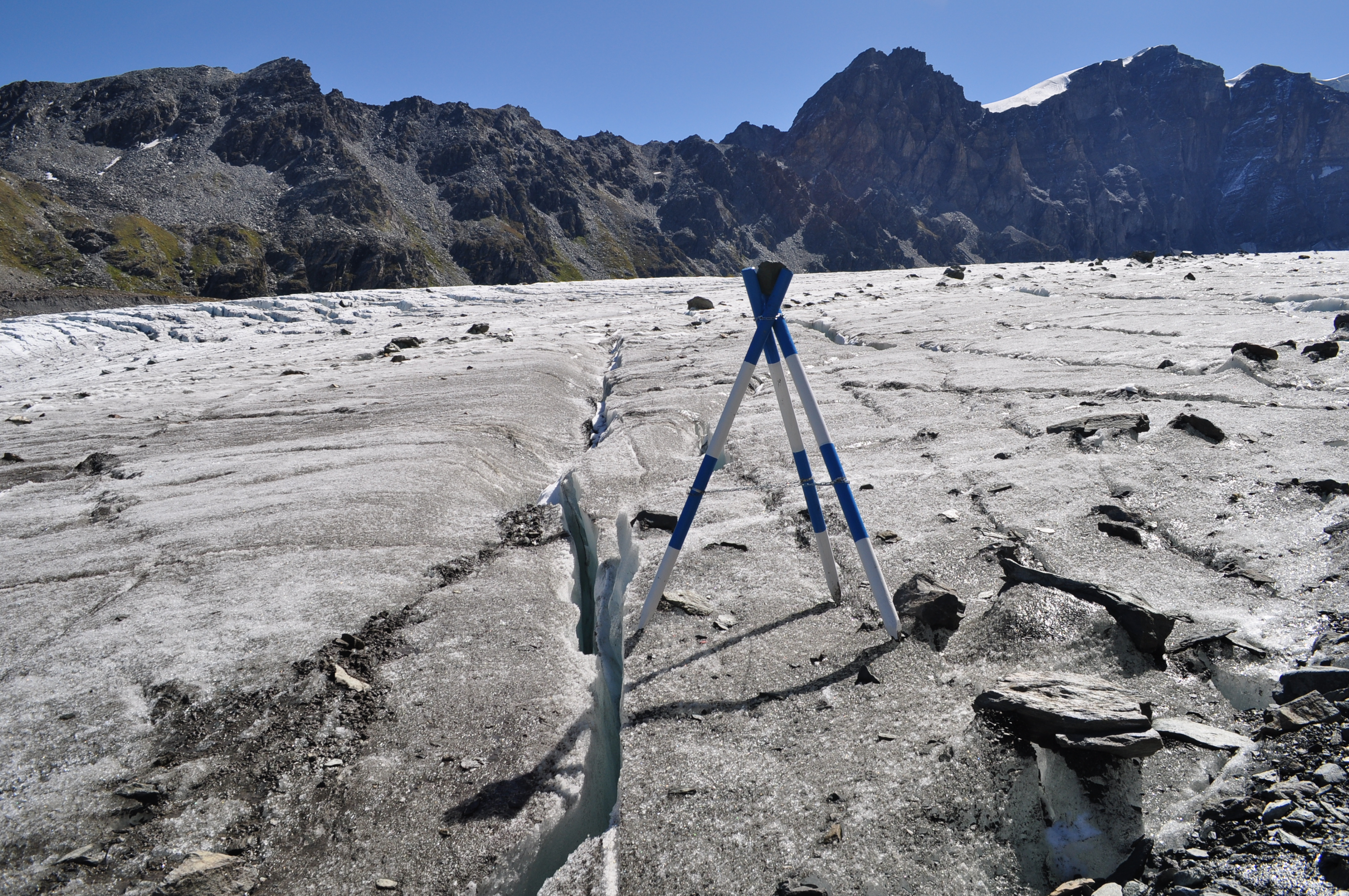

大塔沃山（Grand Tavé），是瑞士的山峰，位於該國西南部，由瓦萊州負責管轄，屬於本寧阿爾卑斯山脈的一部分，海拔高度3,158米，每年平均降雨量1,303毫米。